# Tom & Jerry e il mago di Oz
Tom & Jerry e il mago di Oz (Tom and Jerry & The Wizard of Oz) è un film d'animazione direct-to-video del 2011, prodotto dalla Warner Bros. Pictures Television Animation Distribution. Il film è un remake animato del classico prodotto dalla Metro-Goldwyn-Mayer, Il mago di Oz (1939), uscito un anno prima di Tom & Jerry nel corto Casa dolce casa. Il film ebbe come sequel Tom & Jerry - Di nuovo a Oz (2016).
In Italia è uscito il 6 dicembre 2011.

## Trama
Dopo una discussione tra la zia Emma, lo zio Henry e i loro contadini Zeke, Hickory e Hunk, i protagonisti Tom Cat, Jerry Mouse, Dorothy e il cane Totò partono alla volta della Città di Smeraldo.
Durante il viaggio incontreranno altri personaggi come Glindy la strega buona del nord, il Leone Codardo, l'Uomo di latta, lo Spaventapasseri, i Corvi, Tuffy, Butchy, Droopy, Tom e Jerry nei panni dei due soldati di guardia. Per superare le avversità e liberare il mago di Oz, essi dovranno lavorare insieme e sconfiggere sia la Strega Cattiva dell'Est che sua cugina, la Malvagia Strega dell'Ovest.

## Doppiaggio
| Personaggio                             | Doppiatore originale                | Doppiatore italiano      |
| --------------------------------------- | ----------------------------------- | ------------------------ |
| Tom il gatto                            | Spike Brandt                        | Spike Brandt             |
| Jerry il topo                           | Spike Brandt                        | Spike Brandt             |
| Dorothy                                 | Grey DeLisle Nikki Yanofsky (canto) | Veronica Puccio          |
| Mago di Oz (Professor Meraviglia)       | Joe Alaskey                         | Carlo Reali              |
| Spaventapasseri (Hunk)                  | Michael Gough                       | Guido Di Naccio          |
| Uomo di latta (Hickory)                 | Rob Paulsen                         | Alberto Bognanni         |
| Leone codardo (Zeke)                    | Todd Stashwick                      |                          |
| Malvagia Strega dell'Ovest (Mrs. Gulch) | Laraine Newman                      | Lorenza Biella           |
| Glinda                                  | Frances Conroy                      |                          |
| Butch                                   | Joe Alaskey                         |                          |
| Droopy                                  | Joe Alaskey                         | Massimo Milazzo          |
| Tuffy                                   | Kath Soucie                         | Alessio De Filippis      |
| Zio Henry                               | Stephen Root                        |                          |
| Zia Emma                                | Frances Conroy                      |                          |
| Corvi                                   | Stephen Root                        | Valerio Sacco (Corvo #1) |